# Jaime Sin
Jaime kardinál Sin (31. srpna 1928, New Washington, Filipíny – 21. června 2005, Manila, Filipíny) byl filipínský kardinál a manilský arcibiskup.

## Kněz a biskup
Vystudoval filozofii a teologii. Kněžské svěcení přijal 3. dubna 1954, poté působil jako kněz v diecézi Capiz, přednášel v semináři v Roxas City, kde se stal později rektorem.
V únoru 1967 byl jmenován pomocným biskupem arcidiecéze Jaro, biskupské svěcení přijal 18. března téhož roku. Dne 15. ledna 1972 byl jmenován arcibiskupem-koadjutorem této arcidiecéze, jejího řízení se ujal 8. října 1972. O necelé dva roky později, 21. ledna 1974, ho papež Pavel VI. jmenoval arcibiskupem Manily.

## Kardinál
Při konzistoři v květnu 1976 se stal kardinálem, jeho titulárním kostelem byl kostel Santa Maria ai Monti. Po dosažení kanonického věku rezignoval 15. září 2003 na funkci manilského arcibiskupa. Jeho nástupcem se stal Gaudencio Borbon Rosales. Vzhledem ke zhoršenému zdravotnímu stavu se v dubnu 2005 nezúčastnil konkláve, zemřel o dva měsíce později.